# Tea Pijević
Tea Pijević (n. 18 noiembrie 1991, în Makarska) este o handbalistă din Croația care evoluează pe postul de portar pentru clubul românesc SCM Gloria Buzău și echipa națională a Croației. Alături de Lokomotiva Zagreb, ea a câștigat Cupa Challenge în 2017. În 2020, ea a cucerit cu selecționata Croației medalia de bronz la Campionatul European.
Tea Pijević a absolvit Facultatea de Kinetoterapie.

## Palmares
- Campionatul European:
  -  Medalie de bronz: 2020

- Liga Campionilor:
  - Sfertfinalistă: 2020

- Liga Europeană:
  - Turul 3: 2021

- Cupa EHF:
  - Turul 2: 2013
  - Turul 1: 2019

- Cupa Challenge:
  -  Câștigătoare: 2017
  - Semifinalistă: 2018, 2020

- Campionatul Croației:
  -  Medalie de argint: 2016, 2017, 2018, 2019

- Cupa Croației:
  -  Câștigătoare: 2018
  -  Medalie de bronz: 2013, 2016